# عقيلة صالح
عقيلة صالح عيسى العبيدي (11 يناير 1944 القبة، ليبيا) مستشار قانوني ليبي. انتُخب أول رئيس لمجلس النواب الليبي بعد ثورة 17 فبراير.
بعد انعقاد الجلسة الأولى الرسمية لمجلس النواب الليبي في مدينة طبرق والتي هدفت إلى انتخاب رئيس للمجلس النيابي (البرلمان)، تنافس عقيلة صالح وهو النائب المنتخب عن مدينة القبة شرقي ليبيا في الجولة الأخيرة أمام النائب أبو بكر بعيرة، وتفوق عليه بفارق ثلاثة أصوات.

## حياته
حصل على شهادة في القانون العام من جامعة بنغازي عام 1970. التحق بعد تخرجه بالعمل في وزارة العدل والسلك القضائي، حيث عين في عام 1971 كمساعد نيابة ثم أصبح رئيس نيابة دائرة الجبل الأخضر سنة 1974 بمدينة البيضاء.
ثم انتدب للعمل في محكمة استئناف الجبل الأخضر سنة 1976.
أصبح المستشار عقيلة صالح عام 1999 رئيس فرع إدارة التفتيش القضائي في محكمة استئناف درنة. ولديه خبرة في العمل القضائي والقانوني تزيد عن 45 سنة.

## ولادة مجلس النواب الليبي وبداية مشواره السياسي
مجلس النواب الليبي هو السلطة التشريعية المنتخبة في ليبيا، وهو أول مجلس نواب في ليبيا منذ نهاية عهد المملكة الليبية عقب انقلاب 1 سبتمبر 1969.
بدأ أولى جلساته في 4 أغسطس 2014 خلفاً للمؤتمر الوطني العام. مقر مجلس النواب الليبي هو مدينة بنغازي إلا أنه وحسب الإعلان الدستوري بإمكان المجلس عقد جلساته في أي مدينة ليبية أخرى، حيث توافق غالبية النواب على اختيار مدينة طبرق التي تنعم بالهدوء النسبي لعقد جلساتهم عوضاً عن بنغازي أو طرابلس اللتان كانتا قد شهدتا طيلة الأسابيع السابقة لتسلم مجلس النواب مهامه تدهوراً وانفلاتاً أمنياً غير مسبوق.
مجلس النواب الليبي المنحل بقرار من المحكمة الدستورية هو نتيجة مقترحات تقدمت بها لجنة قانونية عرفت باسم (لجنة فبراير) إلى المؤتمر الوطني العام الذي انتهت ولايته. حيث تركزت نتائج اللجنة على هدفين أساسيين للمرحلة الانتقالية الثالثة وهي: انتخاب مجلس نواب بطريقة الاقتراع المباشر من الشعب وانتخاب رئيس للدولة بطريقة الاقتراع المباشر من الشعب، إلا أن المؤتمر الوطني العام وافق على المقترحات الأولى للجنة وأجل البت في اختيار رئيس للبلاد بطريقة الانتخاب المباشر.
عدد نواب المجلس هم 200 نائب بينهم 12 نائباً لن يجري تمثيلهم حيث لم يتمكن المواطنون من انتخابهم في بعض المناطق الليبية التي تشهد تدهوراً أمنياً نتيجة سيطرة جماعات متطرفة لا تؤمن بالديمقراطية عليها، ومن أبرز تلك المدن مدينة درنة.
بعد مخاض عسير وخلاف دستوري مرير كان منبره وسائل الإعلام، عقدت الجلسة الافتتاحية لمجلس النواب الليبي الإثنين 4 أغسطس 2014 حيث تسلم البرلمان المنحل مهامه من النائب الأول لرئيس المؤتمر الوطني العام المنتهية ولايته عز الدين العوامي إلى أكبر نواب مجلس النواب المنتخبين سناً أبو بكر بعيرة بحضور أغلبية أعضائه ومنظمات دولية وإقليمية بينها بعثة الأمم المتحدة للدعم في ليبيا، جامعة الدول العربية، الاتحاد الأفريقي، الاتحاد الأوروبي ومنظمة التعاون الإسلامي.
وقد رحبت حكومات غربية وعربية بعملية الانتقال الديمقراطي السلمي وتسلم مجلس النواب المنتخب السلطة في ليبيا.
وفي الجلسة الثانية لمجلس النواب الليبي انتُخب المستشار عقيلة صالح عيسى برئاسة مجلس النواب وذلك بعد فوزه بجولة الإعادة بينه وبين أبو بكر بعيرة والتي أُجريت في وقت متأخر من مساء الاثنين 4 أغسطس 2014.
في جلسة صباح يوم الثلاثاء 5 أغسطس 2014 انتُخب محمد علي شعيب نائبا لرئيس المجلس.
واندلع نزاع دستوري على البرلمان، بعدما رفضته أطراف عديدة من الشعب الليبي، نظراً لما لوحظ من خروقات، فرحل البرلمان إلى طبرق وقام اللواء المتقاعد خليفة حفتر المدعوم من طرف بعض الدول العربية التي موّلت ما اصطلح عليه بالثورات المضادة، فأعلن «عملية الكرامة» من قناة سعودية، ومن ثم اندلع نزاع مسلح ينخر البلاد. ثم قامت المحكمة الدستورية العليا بحل برلمان طبرق، ويقوم طرفا النزاع بمفاوضات بغية حل النزاع.